# Flamine quirinale
Il Flamine quirinale (in latino Flamen Quirinalis) era il sacerdote (flamine) dell'antica Roma preposto al culto di Quirino e celebrava i riti delle festività dei Quirinalia, dei Consualia estivi, dei Robigalia e dei Larentalia.
La partecipazione ai Consualia del 21 agosto è testimoniata da un passo di Tertulliano nel quale il sacrificio sull'altare sotterraneo di Conso, nel Circo Massimo, viene celebrato dal flamine Quirinale e dalle Vestali. Secondo Kurt Latte tale testimonianza non sarebbe attendibile per tutta una serie di errori e confusioni che Tertulliano avrebbe fatto fra questa festività e le Opeconsiva del 25 agosto ma Georges Dumézil respinge questa obiezione come contraria alla logica.
La presenza del flamine Quirinale ai Robigalia è testimoniata da Ovidio: edidit haec flamen verba, Quirine, tuus, "il tuo flamine, o Quirino, pronunciò queste parole", ma anche questa è contestata da Latte perché Ovidio sbaglia il nome della divinità (la chiama Robigo anziché Robigus) e la localizzazione della cerimonia (che pone lungo la via Nomentana, anziché al quinto miglio della via Claudia come sappiamo dai Fasti Prenestini); secondo Dumézil però questi sono solo aspetti secondari mentre l'essenziale non può essere stato alterato da Ovidio senza evitare di stravolgere tutto il brano.
La presenza del flamine Quirinale ai Larentalia è testimoniata da Gellio:
(Aulo Gellio, Notti attiche, 7, 7, 7. trad.: Luigi Rusca)
Inoltre Plutarco menziona il sacerdote di Ares, che secondo Dumézil potrebbe essere un'approssimazione per il dio Enyalios, nel quale i Greci identificavano il romano Quirino. Anche Macrobio cita un flamine senza specificare a quale divinità appartenga. Secondo Dumézil, la menzione del flamine Quirinale ai riti di Larentalia non può essere un errore di Gellio perché il suo passo sui Larentalia è troppo dettagliato e preciso per non essere considerato attendibile.
Nel 189 a.C. il flamine Quirinale Quinto Fabio Pittore fu nominato pretore e gli fu assegnata la provincia di Sardegna, ma il pontefice massimo Publio Licinio gli impedì di raggiungere la provincia per non dover trascurare i suoi impegni religiosi, cosicché il flamine fu costretto a rinunciare all'incarico militare e a rimanere a Roma dove gli fu assegnata la pretura peregrina.